# A Very Natural Thing
A Very Natural Thing (Brasil: Algo Muito Natural ) é um filme de drama romântico americano de 1974, dirigido por Christopher Larkin e estrelado por Robert Joel, Curt Gareth, Bo White, Anthony McKay e Marilyn Meyers.
O seu título original era For as Long as Possible. É considerado um dos primeiros filmes centrado nos relacionamentos homossexuais que seria distribuído comercialmente. Foi lançado na década de 1970 e recebeu a classificação R pela Motion Picture Association of America.

## Sinopse
A trama envolve um homem gay chamado David que saiu de um mosteiro para tornar-se professor de uma escola pública durante o dia, enquanto procura o amor verdadeiro num bar gay noturno.

## Elenco
- Robert Joel como David
- Curt Gareth como Mark
- Bo White como Jason
- Anthony McKay como Gary, colega de quarto de David
- Marilyn Meyers como Valerie, noiva de Gary
- Jay Pierce como Alan, amigo de David
- Barnaby Rudge como Langley
- A. Bailey Chapin como o ministro
- Scott Eisman como um estudante
- Michael Kell como pai de uma família náutica
- Sheila Rock como mãe de uma família náutica
- Linda Weitz como Linda, filha deles
- Robert Grillo como Edgar, amigo de David
- Kurt Brandt como o amante de Edgar, Charles
- George Diaz como Miguel, um dos amantes de Alan
- Deborah Trowbridge como ex-esposa de Jason
- Jesse Trowbridge como P.J., filho de Jason
- Vito Russo

## Reação crítica
A Very Natural Thing foi vista como a resposta gay a Love Story (1970), o filme famoso pela frase: "Amor significa nunca ter que pedir desculpas". Da mesma forma, Mark diz a David: "Amor significa nunca ter que dizer que você está apaixonado", e uma montagem dos dois homens rolando por uma colina coberta de folhas, deitados juntos em casa, e apaixonados, imita uma montagem do casal heterossexual em Love Story. Ambos os filmes defenderam uma alternativa não convencional ao casamento tradicional, apesar do compromisso. David diz a Jason que está comprometido com ele, mas que esse compromisso se baseia em querer ficar junto, não em ter que ficar junto. O final é bastante otimista, o que era incomum em filmes de relacionamento gay até então. Os filmes anteriores eram dominados por histórias de gays e lésbicas excluídos da sociedade, perturbados mentalmente ou cometendo suicídio; os filmes posteriores foram tristemente dominados pelo surgimento da AIDS. A Very Natural Thing representa, portanto, um curto período de tempo em que a libertação gay floresceu e os cineastas puderam explorar relacionamentos da mesma forma que os filmes com personagens heterossexuais o fizeram.
O filme foi um dos primeiros filmes convencionais a mostrar a homossexualidade como um ato de amor válido e normal, ou seja, "uma coisa muito natural", ao tentar explorar as opções para casais gays em 1973, incluindo imagens de uma verdadeira celebração do Orgulho Gay. Muitos críticos de cinema heterossexuais sentiram que a representação do amor entre dois homens como romântico no filme tornava o filme automaticamente "mais uma discussão do que um entretenimento" (New York Post). O filme mostrou um jovem casal gay passando por muitos dos mesmos rituais e enfrentando muitos dos mesmos desafios de um casal heterossexual.
Alguns críticos gays de cinema sentiram que o filme não era político o suficiente: que os personagens eram muito apolíticos, muito de classe média e que, ao rejeitar a filosofia do amor livre ou da libertação sexual, o filme estava rejeitando o que alguns ativistas gays consideravam um valor necessário de o novo movimento de libertação gay.
Larkin respondeu às críticas dizendo: "Eu queria dizer que os relacionamentos entre pessoas do mesmo sexo não são mais problemáticos, nem mais fáceis, do que quaisquer outros relacionamentos humanos. Eles são em muitos aspectos iguais e em vários aspectos diferentes dos relacionamentos heterossexuais, mas em si mesmos são não menos possível ou valioso". Aliás, Vito Russo, que escreveu The Celluloid Closet, aparece em A Very Natural Thing.
O filme não teve sucesso financeiro, e o diretor, Christopher Larkin, mudou-se para a Califórnia, onde em 1981 publicou o livro The Divine Androgyne According to Purusha. Larkin cometeu suicídio em 21 de junho de 1988.

## Disponibilidade
O filme foi lançado em VHS em 1996, e recentemente foi lançado em DVD: uma edição do 25º aniversário em 1999 pela Waterbearer Films, Inc.